# Пам'ятник Тарасу Шевченку (Новосибірськ)
Пам'ятник Тарасу Шевченку в Новосибірську — пам'ятник українському поету, відкритий 29 вересня 2015 року в Новосибірську на вулиці, названій на його честь.
Голова Української національно-культурної автономії Володимир Павук повідомив, що робота над проєктом пам'ятника почалася у 2013 році, організація отримала всі необхідні дозволи влади, проєкт розробив архітектор Олександр Скоробогатько, художник Олександр Крутиков і скульптор Борис Ульянов; тоді його вартість оцінювали у 2,5 млн рублів та планували відкрити до Дня міста влітку.

## Опис
На гранітному постаменті заввишки у два з половиною метри, встановлено бронзове погруддя українського поета та художника Тараса Шевченка, який лівою рукою тримає книгу, а долоня його правої руки лежить на грудях біля серця. За пам'ятником посадили відросток шевченківської верби, яку поет посадив, коли був у засланні на півострові Мангишлак у Казахстані.
Поруч із пам'ятником Тарасу Шевченку на вертикальній гранітній плиті наведено цитату українською мовою: «Обіймемося ж, брати мої. Молю вас, благаю».
Загальна вартість проєкту — близько 3 мільйонів рублів. Пам'ятник зводився на пожертвування за грантової підтримки мерії Новосибірська та уряду Новосибірської області. Загалом у підтримці створення пам'ятника взяли участь близько 250 осіб.

### Відкриття
Під час святкового заходу було наголошено, що ім'я Тараса Шевченка давно пов'язане з Новосибірськом: у місті є вулиця Шевченка та Шевченківський житловий масив, а під час Великої Вітчизняної війни евакуйовані з Києва експонати музею Шевченка зберігалися в оперному театрі. Крім цього, в художньому музеї знаходиться погруддя Шевченка, зроблене з його посмертної маски, яка зберігається в музеї в Санкт-Петербурзі.
У відкритті пам'ятника взяли участь керівники області, учасники свята виконували «Реве та стогне Дніпр широкий», читали вірші Тараса Швченка тощо.

### Реакція
Голова української національно-культурної автономії Новосибірська на церемонії відкриття повідомив, що відкриття пам'ятника приурочене до 200-річчя з дня народження Шевченка, а також заявив, що кожен третій житель Новосибірської області має українське коріння і є носіями української культури.
Міністр культури Новосибірської області на церемонії відкриття виголосив таку промову:
|  | Полагаю, что новосибирцы могут гордиться тем, что мы открываем этот памятник, что показываем пример, как нужно строить межнациональные и международные отношения. Это пример, как нужно любить свою страну и культуру. В том числе благодаря этому памятнику наши дети и внуки будут петь украинские песни и читать стихи Тараса Шевченко |

### Сучасний стан
Після початку повномастабного вторгнення у 2022 році до пам'ятників українським діячам в РФ люди почали приносити квіти.
У січні 2023 року телеграм-канал «@сибирьмедиа» опублікував фотографії пам'ятника українському поетові Тарасу Шевченку в Новосибірську із протоптаною до нього стежкою та покладеними квітами, також біля постаменту можна побачити свічки та іграшки. Це була акція на знак скорботи про 46 загиблих у Дніпрі від ракетного удару російської армії.